# Lophotrichus fimeti
Lophotrichus fimeti är en svampart som först beskrevs av Arx, Mukerji & N. Singh, och fick sitt nu gällande namn av Gilgado, Guarro, Gené & Cano 2007. Lophotrichus fimeti ingår i släktet Lophotrichus och familjen Microascaceae. Inga underarter finns listade i Catalogue of Life.